# Toshiyuki Kuroiwa
Toshiyuki Kuroiwa (Japans: 黒岩 敏幸,Kuroiwa Toshiyuki) (Tsumagoi (Prefectuur Gunma), 27 februari 1969) is een voormalig Japans schaatser. Kuroiwa was gespecialiseerd op de sprint afstanden 500 en 1000 meter.

## Persoonlijke records
| Afstand      | Tijd     | Datum            | Baan    |
| ------------ | -------- | ---------------- | ------- |
| 500 meter    | 35,42    | 8 december 2001  | Calgary |
| 1000 meter   | 1.10,16  | 17 maart 2001    | Calgary |
| 1500 meter   | 1.53,34  | 16 augustus 1998 | Calgary |
| 3000 meter   | 4.31,64  | 13 februari 1987 | Morioka |
| 5000 meter   | 7.57,89  | 14 februari 1987 | Morioka |
| 10.000 meter | 16.11,32 | 24 februari 1986 | Ikaho   |

## Resultaten
| jaar | Olympische Spelen | WK Sprint |
| ---- | ----------------- | --------- |
| 1990 |                   | 9e        |
| 1991 |                   | Brons     |
| 1992 | 500m · 9e 1000m   | Brons     |
| 1993 |                   | -         |
| 1994 | 11e 1000m         | 7e        |
| 1995 |                   | -         |
| 1996 |                   | -         |
| 1997 |                   | -         |
| 1998 | 16e 500m          | 13e       |
| 1999 |                   | 9e        |

- = geen deelname

### Medaillespiegel
| kampioenschap     | goud | zilver | brons |
| ----------------- | ---- | ------ | ----- |
| Olympische Spelen | 0    | 1      | 0     |
| WK Sprint         | 0    | 0      | 2     |